# Verstehendes Interview
Das verstehende Interview (französischer Originaltitel: L’́entretien compréhensif) ist eine Methodik der qualitativen Sozialforschung, bei der über aufgezeichnete Interviews Daten von Informanten erhoben, ausgewertet und interpretiert werden. Im Mittelpunkt steht dabei das deutende Verstehen sozialer Handlungen. Ziel der Methodik ist eine Hypothesen- und Theorieproduktion, die sich auf die erhobenen und interpretierten Daten der Befragten stützt. Entwickelt und erprobt wurde das verstehende Interview vom französischen Soziologen Jean-Claude Kaufmann, der es beispielsweise in seinen Arbeiten Schmutzige Wäsche. Zur ehelichen Konstruktion von Alltag und Frauenkörper – Männerblicke selbst anwandte und in seinem Lehrbuch Das verstehende Interview. Theorie und Praxis methodisch beschreibt.
Das verstehende Interview kann als induktive Methodik angesehen werden, bei der, ausgehend von einem konkreten Terrain, die Hypothesenformulierung in den beobachteten empirischen Daten wurzelt. Es kann somit als eine Ausprägung des Grounded-Theory-Forschungsstils angesehen werden und versucht als solche die Diskrepanz zwischen Theorie und Praxis zu minimieren. Der Terminus verstehend wurde von Kaufmann nicht zufällig gewählt. Es gehe darum zu „verstehen, im striktesten Weberschen Sinne, das heißt, dass die »Intropathie« lediglich als Instrument dient, das zum Erklären führen soll und an sich nicht schon Ziel und Zweck ist, also kein intuitives Verstehen, das sich selbst genügt.“ Der Forschende solle sich selbst in der Rolle des intellektuellen Handwerkers sehen, welcher seine Theorie und Methodik anhand des jeweiligen Forschungsfelds konstruiert.
Eine Besonderheit des verstehenden Interviews ist die Interviewführung selbst, die einen losen Strukturierungsgrad hinsichtlich der gestellten Fragen, aber auch hinsichtlich der Stichproben aufweisen kann. Auf Grundlage eines kurz gehaltenen Leitfadens werden den Informanten offene Fragen zum Untersuchungsfeld gestellt. Diese Fragen sollen jedoch lediglich als Orientierungshilfe für den Forschenden dienen. Im Idealfall wird der Leitfaden im Zuge des restlichen Interviews nicht mehr benötigt, da sich die forschungsrelevanten Fragen aus der Gesprächsdynamik selbst ergeben sollen. Dabei seien einige der wichtigsten Werkzeuge des Forschenden Spontanität, Empathie und Engagement. Das Ziel ist, dem Informanten den Eindruck einer Unterhaltung zwischen Gleichberechtigten zu suggerieren um so sein tiefstes Wissen nach außen zu tragen. Um dies zu Erreichen wendet sich Kaufmann vom Prinzip der vollständigen Neutralität des Interviewers ab. Der Forscher müsse zwar die Denkschemata und kognitiven Prozesse des Informanten teilweise übernehmen, um sie deutend verstehen zu können, dürfe aber dennoch nicht seine Authentizität verlieren. Es ist in diskreter Form erlaubt zu lachen, die eigene Meinung darzulegen, Aussagen der Informanten zu analysieren oder zu kritisieren, was schlussendlich die Authentizität des Informanten bewirken soll. So könne eine Atmosphäre geschaffen werden, in der Anonymität und Vertrautheit gleichermaßen vorherrschen.